# 152. attackflygdivisionen
152. attackflygdivisionen även känd som Olle Blå var en attackflygdivision inom svenska flygvapnet som verkade i olika former åren 1947–1997. Divisionen var baserad på Söderhamns flygplats söder om Söderhamn.

## Historik
Olle Blå var 2. divisionen vid Hälsinge flygflottilj (F 15), eller 152. attackflygdivisionen inom Flygvapnet, och bildades 1947 som en jaktflygdivision. Genom försvarsbeslutet 1958 beslutades att Hallands flygflottilj (F 14) skulle avvecklas. Rollen som attackflygflottilj skulle istället övertas av F 15.
Åren 1960–1961 påbörjades omskolningen och ombeväpningen av divisionen till en attackdivision. Divisionen kom sedan att operera fram till 1974 med A 32A Lansen. Då F 15 som andra flottilj skulle omskolas och ombeväpnas till AJ 37. Olle Blå blev dock sist vid F 15 med att tillföras Viggen-systemet.
Flygningarna med AJ 37 inleddes 1975 vid divisionen. Divisionen blev aldrig en fulltalig attackflygdivision, utan kom samtidigt att stå för Flygvapnets TIS 37 - det vill säga typinflygningsskede på Viggen. En utbildning som fram till 1975 Skaraborgs flygflottilj (F 7) ansvarat för. Divisionen blev därmed en blandning av AJ 37 och Sk 37. Där AJ 37 utgjorde en attackflyggrupp i divisionen. I december 1982 stod divisionens och stationskompaniets nya hangar H34 färdig, vilken hade uppförts på den plats där den rivna hangar H83 tidigare stått.
Denna kombinerande organisation, med TIS 37 och attackflyggruppen, kvarstod fram till den 30 juni 1993, då divisionen från den 1 juli omorganiserades till en fulltalig attackflygdivision. Detta då TIS 37 avskildes från divisionen och bildade vid F 15 en separat organisationsenhet. Samtidigt tillfördes divisionen ett antal flygplan från 62. attackflygdivisionen, vilken upplöstes sommaren 1993, detta som ett steg i den avvecklingsprocess som gällde för Västgöta flygflottilj (F 6). Samma år, 1993, så började divisionen tillföras AJS 37, vilket var en vidareutveckling av AJ 37, i syfte att ge flygplanen en begränsad JAS-kapacitet, det vill säga Jakt/Attack/Spaning. Ett utvecklingsprogram som skulle underlätta Flygvapnets övergång till JAS 39.
Genom försvarsbeslutet 1996 beslutades att F 15 skulle avvecklas. Med avvecklingsbeslutet skulle all flygverksamhet vid flottiljen upphört senast den 30 juni 1997, vilket även blev det datum som Olle Röd upplöstes. Flertalet av divisionens flygplan överfördes till 101. spaningsflygdivisionen vid Skånska flygflottiljen (F 10) och till 211. spaningsflygdivisionen vid Norrbottens flygflottilj (F 21).

## Materiel vid förbandet
| Jaktflygplan - 1947–1952: J 21 - 1952–1956: J 28 Vampire - 1956–1960: J 29 Tunnan | Attackflygplan - 1960–1974: A 32 Lansen - 1975–1997: AJ 37 Viggen - 1993–1997: AJS 37 Viggen | Skolflygplan - 1975–1993: Sk 37 Viggen |

## Förbandschefer
Divisionschefer vid 152. attackflygdivisionen (Olle Blå) åren 1947–1997.
- 1947–1997: ???

## Galleri

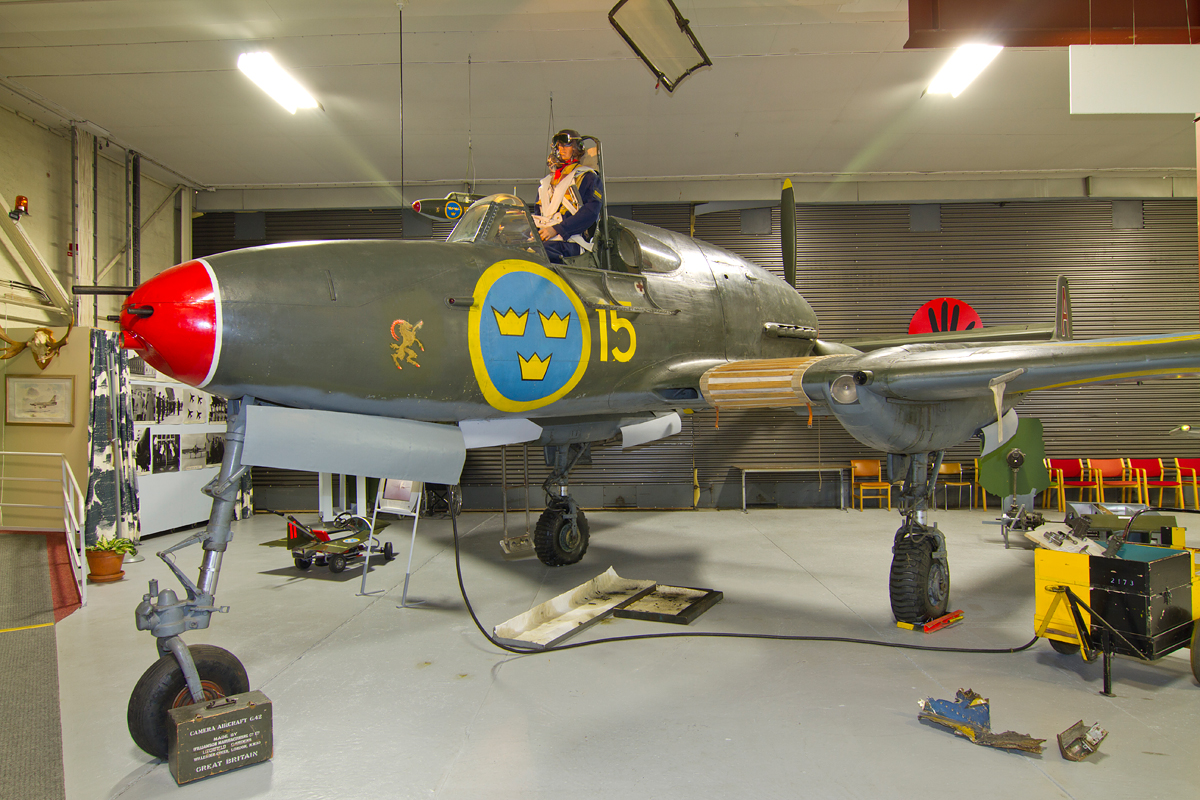
J 21 (1947–1952).
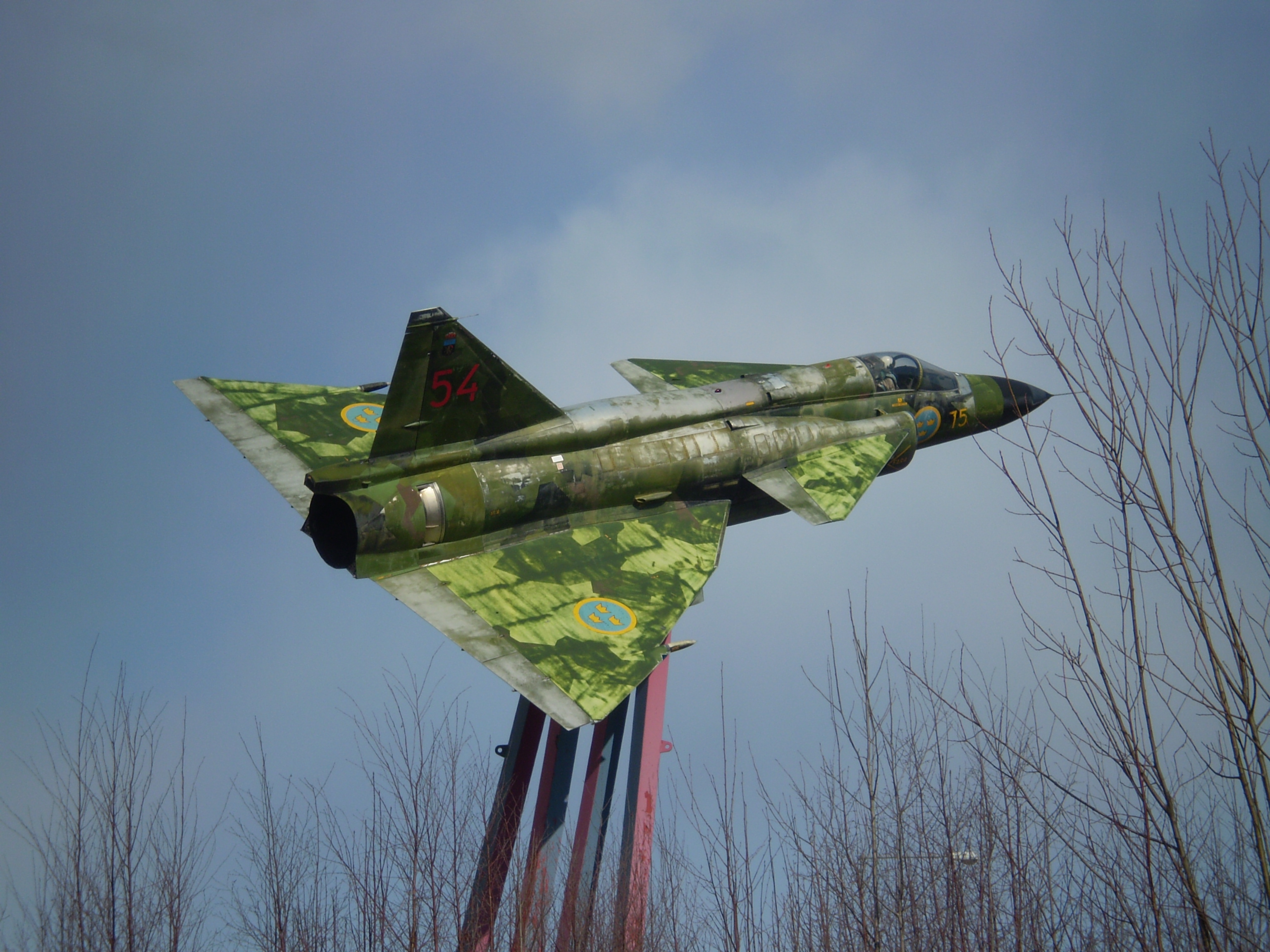
AJ 37 Viggen (1975–1997).
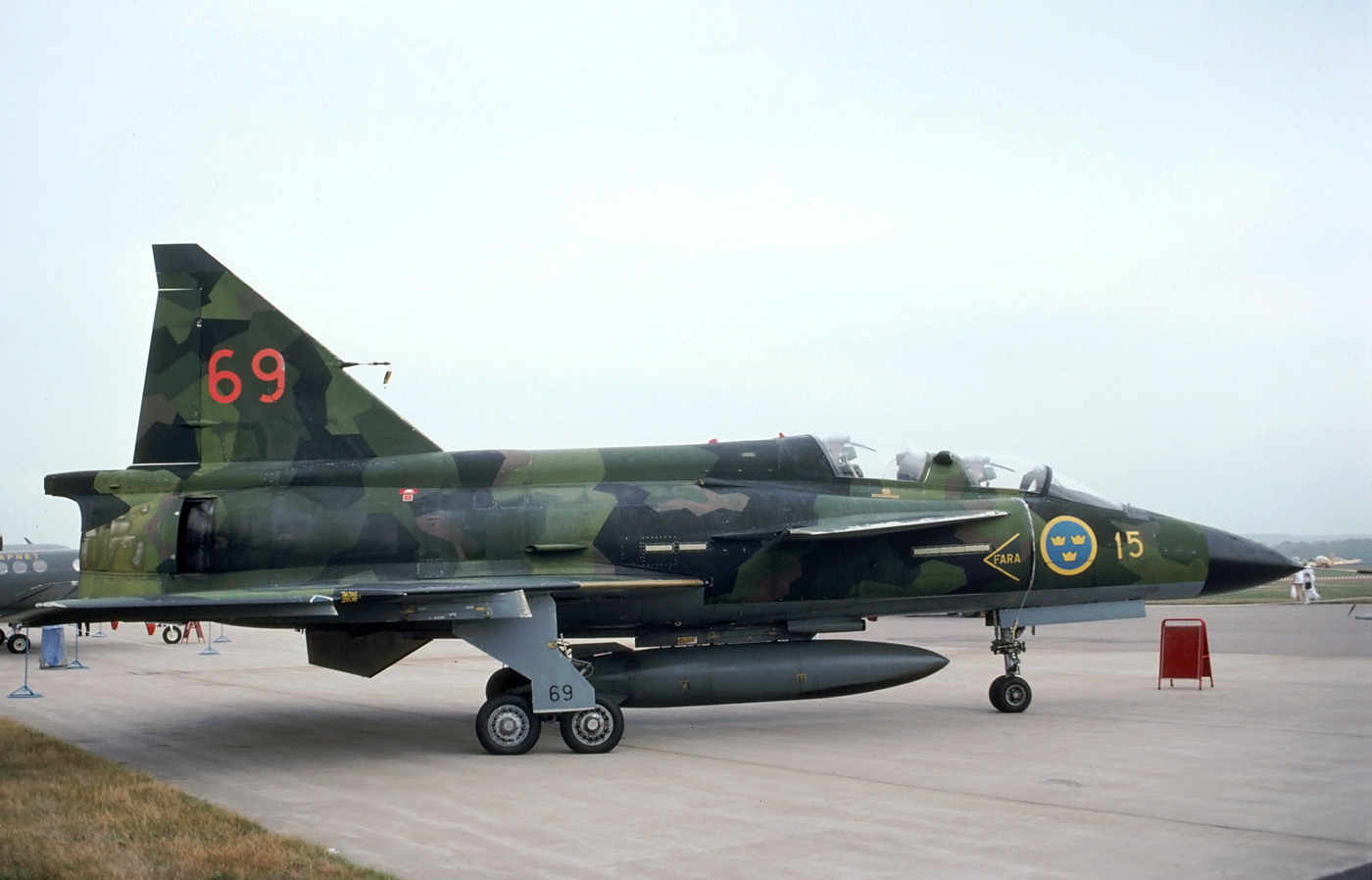
Sk 37 Viggen (1975–1993).
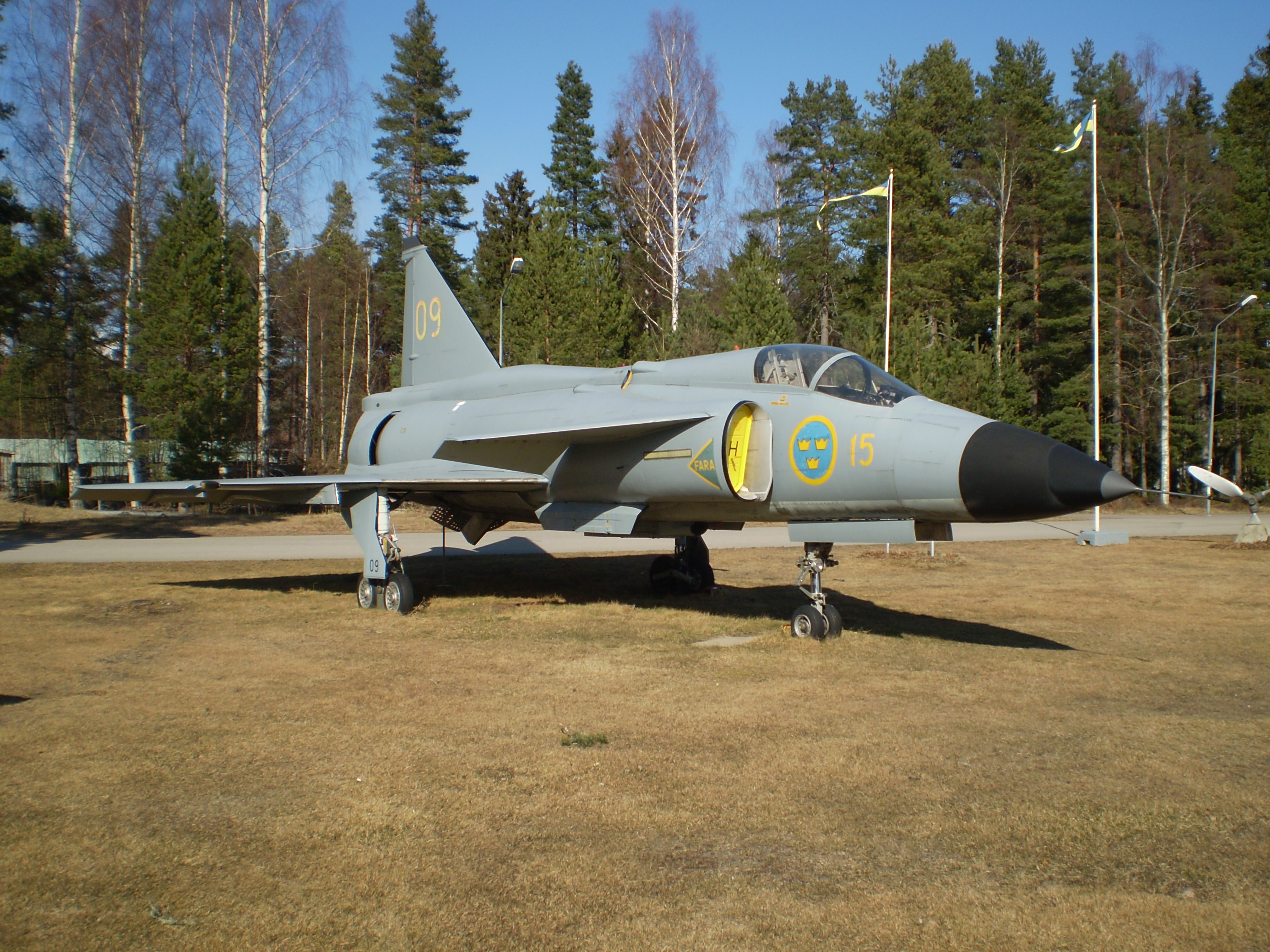
AJS 37 Viggen (1993–1997).

## Anropssignal, beteckning och förläggningsort
| Olle Blå | 1947-??-?? | – | 1997-06-30 |

| 152. jaktflygdivisionen   | 1947-??-?? | – | 1960-??-?? |
| 152. attackflygdivisionen | 1961-??-?? | – | 1997-06-30 |

| Söderhamns flygplats (F) | 1947-??-?? | – | 1997-06-30 |